# Басамах-Хая
Шан-Кая — гора (найвища точка — 1086 м) і скелі на південному сході платоподібного лісистого відрогу масиву Демерджі-яйла. Розташовані в 4 км від c. Генеральське (Алушта) АР Крим. 
Координати:   44°46'42"N   34°26'43"E